# Podoscirtodes elongatus
Podoscirtodes elongatus är en insektsart som först beskrevs av Lucien Chopard 1925.  Podoscirtodes elongatus ingår i släktet Podoscirtodes och familjen syrsor. Inga underarter finns listade i Catalogue of Life.